# Форсберга близнюки (шахи)
Близнюки́ Форсберга — ідея утворення близнюків в шаховій композиції у такий спосіб: кожна нова позиція утворюється шляхом заміни типу фігури одного і того ж кольору на одному і тому ж полі.

## Історія
Цей спосіб утворення близнюків запропонував у 1934 році шведський шаховий композитор Генрі Олоф Аксель Форсберг (15.06.1914 — 17.12.1981).
Перший близнюк має певне рішення. Після заміни на одному з полів однієї фігури на іншу (інший тип), змінюється розв'язок задачі. Щоб пройшло утворення близнюків за способом Форсберга, потрібен ще хоча б один близнюк, в якому б на тематичному полі (полі заміни фігури в попередньому близнюку) було замінено фігуру ще на інший тип, відповідно до нового рішення.
Цей спосіб утворення близнюків дістав назву — близнюки Форсберга, вони відносяться до ідеальних близнюків.  Отже, для утворення загалом повинно бути щонайменше три близнюки (діаграма і дві заміни однієї і тієї ж фігури) — неповна форма вираження, а якщо максимальна кількість близнюків може досягати п'яти (діаграма і чотири заміни однієї фігури) — повна форма вираження, оскільки комплект фігур, які можна замінити, дорівнює п'яти — , , , , .

## Повна форма
Повна форма може бути виражена при утворенні близнюків шляхом почергової заміни тематичної фігури ще рештою  інших чотирьох типів фігур. Повна форма може бути як біла, так і чорна.

### Повна чорна форма
П'ять близнюків, чотири утворюються з першої позиці шляхом почергової заміни однієї чорної фігури іншими чотирма чорними фігурами.
|   | a                                                                                   | b                                                                                   | c                                                                                   | d                                                                                   | e                                                                                   | f                                                                                   | g                                                                                   | h                                                                                   |   |
| 8 | a6 чорний ферзь · b4 біла тура · g4 білий король · a3 чорний король · d3 білий кінь | a6 чорний ферзь · b4 біла тура · g4 білий король · a3 чорний король · d3 білий кінь | a6 чорний ферзь · b4 біла тура · g4 білий король · a3 чорний король · d3 білий кінь | a6 чорний ферзь · b4 біла тура · g4 білий король · a3 чорний король · d3 білий кінь | a6 чорний ферзь · b4 біла тура · g4 білий король · a3 чорний король · d3 білий кінь | a6 чорний ферзь · b4 біла тура · g4 білий король · a3 чорний король · d3 білий кінь | a6 чорний ферзь · b4 біла тура · g4 білий король · a3 чорний король · d3 білий кінь | a6 чорний ферзь · b4 біла тура · g4 білий король · a3 чорний король · d3 білий кінь | 8 |
| 7 | a6 чорний ферзь · b4 біла тура · g4 білий король · a3 чорний король · d3 білий кінь | a6 чорний ферзь · b4 біла тура · g4 білий король · a3 чорний король · d3 білий кінь | a6 чорний ферзь · b4 біла тура · g4 білий король · a3 чорний король · d3 білий кінь | a6 чорний ферзь · b4 біла тура · g4 білий король · a3 чорний король · d3 білий кінь | a6 чорний ферзь · b4 біла тура · g4 білий король · a3 чорний король · d3 білий кінь | a6 чорний ферзь · b4 біла тура · g4 білий король · a3 чорний король · d3 білий кінь | a6 чорний ферзь · b4 біла тура · g4 білий король · a3 чорний король · d3 білий кінь | a6 чорний ферзь · b4 біла тура · g4 білий король · a3 чорний король · d3 білий кінь | 7 |
| 6 | a6 чорний ферзь · b4 біла тура · g4 білий король · a3 чорний король · d3 білий кінь | a6 чорний ферзь · b4 біла тура · g4 білий король · a3 чорний король · d3 білий кінь | a6 чорний ферзь · b4 біла тура · g4 білий король · a3 чорний король · d3 білий кінь | a6 чорний ферзь · b4 біла тура · g4 білий король · a3 чорний король · d3 білий кінь | a6 чорний ферзь · b4 біла тура · g4 білий король · a3 чорний король · d3 білий кінь | a6 чорний ферзь · b4 біла тура · g4 білий король · a3 чорний король · d3 білий кінь | a6 чорний ферзь · b4 біла тура · g4 білий король · a3 чорний король · d3 білий кінь | a6 чорний ферзь · b4 біла тура · g4 білий король · a3 чорний король · d3 білий кінь | 6 |
| 5 | a6 чорний ферзь · b4 біла тура · g4 білий король · a3 чорний король · d3 білий кінь | a6 чорний ферзь · b4 біла тура · g4 білий король · a3 чорний король · d3 білий кінь | a6 чорний ферзь · b4 біла тура · g4 білий король · a3 чорний король · d3 білий кінь | a6 чорний ферзь · b4 біла тура · g4 білий король · a3 чорний король · d3 білий кінь | a6 чорний ферзь · b4 біла тура · g4 білий король · a3 чорний король · d3 білий кінь | a6 чорний ферзь · b4 біла тура · g4 білий король · a3 чорний король · d3 білий кінь | a6 чорний ферзь · b4 біла тура · g4 білий король · a3 чорний король · d3 білий кінь | a6 чорний ферзь · b4 біла тура · g4 білий король · a3 чорний король · d3 білий кінь | 5 |
| 4 | a6 чорний ферзь · b4 біла тура · g4 білий король · a3 чорний король · d3 білий кінь | a6 чорний ферзь · b4 біла тура · g4 білий король · a3 чорний король · d3 білий кінь | a6 чорний ферзь · b4 біла тура · g4 білий король · a3 чорний король · d3 білий кінь | a6 чорний ферзь · b4 біла тура · g4 білий король · a3 чорний король · d3 білий кінь | a6 чорний ферзь · b4 біла тура · g4 білий король · a3 чорний король · d3 білий кінь | a6 чорний ферзь · b4 біла тура · g4 білий король · a3 чорний король · d3 білий кінь | a6 чорний ферзь · b4 біла тура · g4 білий король · a3 чорний король · d3 білий кінь | a6 чорний ферзь · b4 біла тура · g4 білий король · a3 чорний король · d3 білий кінь | 4 |
| 3 | a6 чорний ферзь · b4 біла тура · g4 білий король · a3 чорний король · d3 білий кінь | a6 чорний ферзь · b4 біла тура · g4 білий король · a3 чорний король · d3 білий кінь | a6 чорний ферзь · b4 біла тура · g4 білий король · a3 чорний король · d3 білий кінь | a6 чорний ферзь · b4 біла тура · g4 білий король · a3 чорний король · d3 білий кінь | a6 чорний ферзь · b4 біла тура · g4 білий король · a3 чорний король · d3 білий кінь | a6 чорний ферзь · b4 біла тура · g4 білий король · a3 чорний король · d3 білий кінь | a6 чорний ферзь · b4 біла тура · g4 білий король · a3 чорний король · d3 білий кінь | a6 чорний ферзь · b4 біла тура · g4 білий король · a3 чорний король · d3 білий кінь | 3 |
| 2 | a6 чорний ферзь · b4 біла тура · g4 білий король · a3 чорний король · d3 білий кінь | a6 чорний ферзь · b4 біла тура · g4 білий король · a3 чорний король · d3 білий кінь | a6 чорний ферзь · b4 біла тура · g4 білий король · a3 чорний король · d3 білий кінь | a6 чорний ферзь · b4 біла тура · g4 білий король · a3 чорний король · d3 білий кінь | a6 чорний ферзь · b4 біла тура · g4 білий король · a3 чорний король · d3 білий кінь | a6 чорний ферзь · b4 біла тура · g4 білий король · a3 чорний король · d3 білий кінь | a6 чорний ферзь · b4 біла тура · g4 білий король · a3 чорний король · d3 білий кінь | a6 чорний ферзь · b4 біла тура · g4 білий король · a3 чорний король · d3 білий кінь | 2 |
| 1 | a6 чорний ферзь · b4 біла тура · g4 білий король · a3 чорний король · d3 білий кінь | a6 чорний ферзь · b4 біла тура · g4 білий король · a3 чорний король · d3 білий кінь | a6 чорний ферзь · b4 біла тура · g4 білий король · a3 чорний король · d3 білий кінь | a6 чорний ферзь · b4 біла тура · g4 білий король · a3 чорний король · d3 білий кінь | a6 чорний ферзь · b4 біла тура · g4 білий король · a3 чорний король · d3 білий кінь | a6 чорний ферзь · b4 біла тура · g4 білий король · a3 чорний король · d3 білий кінь | a6 чорний ферзь · b4 біла тура · g4 білий король · a3 чорний король · d3 білий кінь | a6 чорний ферзь · b4 біла тура · g4 білий король · a3 чорний король · d3 білий кінь | 1 |
|   | a                                                                                   | b                                                                                   | c                                                                                   | d                                                                                   | e                                                                                   | f                                                                                   | g                                                                                   | h                                                                                   |   |

FEN: 8/8/q7/8/1R4K1/k2N4/8/8
b) a6; c) a6; d) a6; e) a6

a) 1.Qf6 Sc5 2.Qb2 Ra4# (MM)
b) 1.Rb6 Rb1 2.Rb3 Ra1# (MM)

c) 1.Bc4 Se1 2.Ba2 Sc2# (MM)

d) 1.Sc5 Sc1 2.Sa4 Rb3# (MM)

e) 1.a5 Rb3+ 2.Ka4 Sc5# (MM)
Перше вираження повної форми близнюків Форсберга.
Кількість близнюків є максимальна — п'ять.

### Повна біла форма
П'ять близнюків, чотири утворюються з першої позиці шляхом почергової заміни однієї білої фігури іншими чотирма білими фігурами.
|   | a | b | c | d | e | f | g | h |   |
| 8 | f7 білий ферзь · b6 білий король · e5 чорний пішак · h5 білий кінь · e4 чорний король · h4 білий пішак · g2 чорний пішак · g1 білий слон | f7 білий ферзь · b6 білий король · e5 чорний пішак · h5 білий кінь · e4 чорний король · h4 білий пішак · g2 чорний пішак · g1 білий слон | f7 білий ферзь · b6 білий король · e5 чорний пішак · h5 білий кінь · e4 чорний король · h4 білий пішак · g2 чорний пішак · g1 білий слон | f7 білий ферзь · b6 білий король · e5 чорний пішак · h5 білий кінь · e4 чорний король · h4 білий пішак · g2 чорний пішак · g1 білий слон | f7 білий ферзь · b6 білий король · e5 чорний пішак · h5 білий кінь · e4 чорний король · h4 білий пішак · g2 чорний пішак · g1 білий слон | f7 білий ферзь · b6 білий король · e5 чорний пішак · h5 білий кінь · e4 чорний король · h4 білий пішак · g2 чорний пішак · g1 білий слон | f7 білий ферзь · b6 білий король · e5 чорний пішак · h5 білий кінь · e4 чорний король · h4 білий пішак · g2 чорний пішак · g1 білий слон | f7 білий ферзь · b6 білий король · e5 чорний пішак · h5 білий кінь · e4 чорний король · h4 білий пішак · g2 чорний пішак · g1 білий слон | 8 |
| 7 | f7 білий ферзь · b6 білий король · e5 чорний пішак · h5 білий кінь · e4 чорний король · h4 білий пішак · g2 чорний пішак · g1 білий слон | f7 білий ферзь · b6 білий король · e5 чорний пішак · h5 білий кінь · e4 чорний король · h4 білий пішак · g2 чорний пішак · g1 білий слон | f7 білий ферзь · b6 білий король · e5 чорний пішак · h5 білий кінь · e4 чорний король · h4 білий пішак · g2 чорний пішак · g1 білий слон | f7 білий ферзь · b6 білий король · e5 чорний пішак · h5 білий кінь · e4 чорний король · h4 білий пішак · g2 чорний пішак · g1 білий слон | f7 білий ферзь · b6 білий король · e5 чорний пішак · h5 білий кінь · e4 чорний король · h4 білий пішак · g2 чорний пішак · g1 білий слон | f7 білий ферзь · b6 білий король · e5 чорний пішак · h5 білий кінь · e4 чорний король · h4 білий пішак · g2 чорний пішак · g1 білий слон | f7 білий ферзь · b6 білий король · e5 чорний пішак · h5 білий кінь · e4 чорний король · h4 білий пішак · g2 чорний пішак · g1 білий слон | f7 білий ферзь · b6 білий король · e5 чорний пішак · h5 білий кінь · e4 чорний король · h4 білий пішак · g2 чорний пішак · g1 білий слон | 7 |
| 6 | f7 білий ферзь · b6 білий король · e5 чорний пішак · h5 білий кінь · e4 чорний король · h4 білий пішак · g2 чорний пішак · g1 білий слон | f7 білий ферзь · b6 білий король · e5 чорний пішак · h5 білий кінь · e4 чорний король · h4 білий пішак · g2 чорний пішак · g1 білий слон | f7 білий ферзь · b6 білий король · e5 чорний пішак · h5 білий кінь · e4 чорний король · h4 білий пішак · g2 чорний пішак · g1 білий слон | f7 білий ферзь · b6 білий король · e5 чорний пішак · h5 білий кінь · e4 чорний король · h4 білий пішак · g2 чорний пішак · g1 білий слон | f7 білий ферзь · b6 білий король · e5 чорний пішак · h5 білий кінь · e4 чорний король · h4 білий пішак · g2 чорний пішак · g1 білий слон | f7 білий ферзь · b6 білий король · e5 чорний пішак · h5 білий кінь · e4 чорний король · h4 білий пішак · g2 чорний пішак · g1 білий слон | f7 білий ферзь · b6 білий король · e5 чорний пішак · h5 білий кінь · e4 чорний король · h4 білий пішак · g2 чорний пішак · g1 білий слон | f7 білий ферзь · b6 білий король · e5 чорний пішак · h5 білий кінь · e4 чорний король · h4 білий пішак · g2 чорний пішак · g1 білий слон | 6 |
| 5 | f7 білий ферзь · b6 білий король · e5 чорний пішак · h5 білий кінь · e4 чорний король · h4 білий пішак · g2 чорний пішак · g1 білий слон | f7 білий ферзь · b6 білий король · e5 чорний пішак · h5 білий кінь · e4 чорний король · h4 білий пішак · g2 чорний пішак · g1 білий слон | f7 білий ферзь · b6 білий король · e5 чорний пішак · h5 білий кінь · e4 чорний король · h4 білий пішак · g2 чорний пішак · g1 білий слон | f7 білий ферзь · b6 білий король · e5 чорний пішак · h5 білий кінь · e4 чорний король · h4 білий пішак · g2 чорний пішак · g1 білий слон | f7 білий ферзь · b6 білий король · e5 чорний пішак · h5 білий кінь · e4 чорний король · h4 білий пішак · g2 чорний пішак · g1 білий слон | f7 білий ферзь · b6 білий король · e5 чорний пішак · h5 білий кінь · e4 чорний король · h4 білий пішак · g2 чорний пішак · g1 білий слон | f7 білий ферзь · b6 білий король · e5 чорний пішак · h5 білий кінь · e4 чорний король · h4 білий пішак · g2 чорний пішак · g1 білий слон | f7 білий ферзь · b6 білий король · e5 чорний пішак · h5 білий кінь · e4 чорний король · h4 білий пішак · g2 чорний пішак · g1 білий слон | 5 |
| 4 | f7 білий ферзь · b6 білий король · e5 чорний пішак · h5 білий кінь · e4 чорний король · h4 білий пішак · g2 чорний пішак · g1 білий слон | f7 білий ферзь · b6 білий король · e5 чорний пішак · h5 білий кінь · e4 чорний король · h4 білий пішак · g2 чорний пішак · g1 білий слон | f7 білий ферзь · b6 білий король · e5 чорний пішак · h5 білий кінь · e4 чорний король · h4 білий пішак · g2 чорний пішак · g1 білий слон | f7 білий ферзь · b6 білий король · e5 чорний пішак · h5 білий кінь · e4 чорний король · h4 білий пішак · g2 чорний пішак · g1 білий слон | f7 білий ферзь · b6 білий король · e5 чорний пішак · h5 білий кінь · e4 чорний король · h4 білий пішак · g2 чорний пішак · g1 білий слон | f7 білий ферзь · b6 білий король · e5 чорний пішак · h5 білий кінь · e4 чорний король · h4 білий пішак · g2 чорний пішак · g1 білий слон | f7 білий ферзь · b6 білий король · e5 чорний пішак · h5 білий кінь · e4 чорний король · h4 білий пішак · g2 чорний пішак · g1 білий слон | f7 білий ферзь · b6 білий король · e5 чорний пішак · h5 білий кінь · e4 чорний король · h4 білий пішак · g2 чорний пішак · g1 білий слон | 4 |
| 3 | f7 білий ферзь · b6 білий король · e5 чорний пішак · h5 білий кінь · e4 чорний король · h4 білий пішак · g2 чорний пішак · g1 білий слон | f7 білий ферзь · b6 білий король · e5 чорний пішак · h5 білий кінь · e4 чорний король · h4 білий пішак · g2 чорний пішак · g1 білий слон | f7 білий ферзь · b6 білий король · e5 чорний пішак · h5 білий кінь · e4 чорний король · h4 білий пішак · g2 чорний пішак · g1 білий слон | f7 білий ферзь · b6 білий король · e5 чорний пішак · h5 білий кінь · e4 чорний король · h4 білий пішак · g2 чорний пішак · g1 білий слон | f7 білий ферзь · b6 білий король · e5 чорний пішак · h5 білий кінь · e4 чорний король · h4 білий пішак · g2 чорний пішак · g1 білий слон | f7 білий ферзь · b6 білий король · e5 чорний пішак · h5 білий кінь · e4 чорний король · h4 білий пішак · g2 чорний пішак · g1 білий слон | f7 білий ферзь · b6 білий король · e5 чорний пішак · h5 білий кінь · e4 чорний король · h4 білий пішак · g2 чорний пішак · g1 білий слон | f7 білий ферзь · b6 білий король · e5 чорний пішак · h5 білий кінь · e4 чорний король · h4 білий пішак · g2 чорний пішак · g1 білий слон | 3 |
| 2 | f7 білий ферзь · b6 білий король · e5 чорний пішак · h5 білий кінь · e4 чорний король · h4 білий пішак · g2 чорний пішак · g1 білий слон | f7 білий ферзь · b6 білий король · e5 чорний пішак · h5 білий кінь · e4 чорний король · h4 білий пішак · g2 чорний пішак · g1 білий слон | f7 білий ферзь · b6 білий король · e5 чорний пішак · h5 білий кінь · e4 чорний король · h4 білий пішак · g2 чорний пішак · g1 білий слон | f7 білий ферзь · b6 білий король · e5 чорний пішак · h5 білий кінь · e4 чорний король · h4 білий пішак · g2 чорний пішак · g1 білий слон | f7 білий ферзь · b6 білий король · e5 чорний пішак · h5 білий кінь · e4 чорний король · h4 білий пішак · g2 чорний пішак · g1 білий слон | f7 білий ферзь · b6 білий король · e5 чорний пішак · h5 білий кінь · e4 чорний король · h4 білий пішак · g2 чорний пішак · g1 білий слон | f7 білий ферзь · b6 білий король · e5 чорний пішак · h5 білий кінь · e4 чорний король · h4 білий пішак · g2 чорний пішак · g1 білий слон | f7 білий ферзь · b6 білий король · e5 чорний пішак · h5 білий кінь · e4 чорний король · h4 білий пішак · g2 чорний пішак · g1 білий слон | 2 |
| 1 | f7 білий ферзь · b6 білий король · e5 чорний пішак · h5 білий кінь · e4 чорний король · h4 білий пішак · g2 чорний пішак · g1 білий слон | f7 білий ферзь · b6 білий король · e5 чорний пішак · h5 білий кінь · e4 чорний король · h4 білий пішак · g2 чорний пішак · g1 білий слон | f7 білий ферзь · b6 білий король · e5 чорний пішак · h5 білий кінь · e4 чорний король · h4 білий пішак · g2 чорний пішак · g1 білий слон | f7 білий ферзь · b6 білий король · e5 чорний пішак · h5 білий кінь · e4 чорний король · h4 білий пішак · g2 чорний пішак · g1 білий слон | f7 білий ферзь · b6 білий король · e5 чорний пішак · h5 білий кінь · e4 чорний король · h4 білий пішак · g2 чорний пішак · g1 білий слон | f7 білий ферзь · b6 білий король · e5 чорний пішак · h5 білий кінь · e4 чорний король · h4 білий пішак · g2 чорний пішак · g1 білий слон | f7 білий ферзь · b6 білий король · e5 чорний пішак · h5 білий кінь · e4 чорний король · h4 білий пішак · g2 чорний пішак · g1 білий слон | f7 білий ферзь · b6 білий король · e5 чорний пішак · h5 білий кінь · e4 чорний король · h4 білий пішак · g2 чорний пішак · g1 білий слон | 1 |
|   | a | b | c | d | e | f | g | h |   |

FEN: 8/5Q2/1K6/4p2N/4k2P/8/6p1/6B1
b) f7, c) f7, d) f7, e) f7

a) 1.Kd3 Qf1+ 2.Ke4 Sf6# (MM)

b) 1.Kd5 Sf4+ 2.Kd6 Bc5#

c) 1.Kf3 Bb3 2.e4 Bd1# (MM)

d) 1.Kd5 Kb5 2.e4 Sf4#

e) 1.Kf5 Sf4 2.Kf6 f8=Q#
Кількість близнюків є максимальна — п'ять. 

## Подвоєння повної білої форми
Наступна задача є тасковою.
|   | a | b | c | d | e | f | g | h |   |
| 8 | a8 чорний слон · b8 чорна тура · c8 чорний кінь · b7 білий пішак · e7 білий пішак · f7 білий пішак · g7 білий пішак · h7 чорний пішак · h6 чорна тура · a5 чорний пішак · b5 чорний пішак · d5 чорний пішак · h5 чорний кінь · a4 білий пішак · d4 чорний король · h4 білий пішак · a3 чорний пішак · d3 білий пішак · e3 чорний пішак · g3 чорний слон · a2 чорний ферзь · e2 чорний пішак · c1 білий король | a8 чорний слон · b8 чорна тура · c8 чорний кінь · b7 білий пішак · e7 білий пішак · f7 білий пішак · g7 білий пішак · h7 чорний пішак · h6 чорна тура · a5 чорний пішак · b5 чорний пішак · d5 чорний пішак · h5 чорний кінь · a4 білий пішак · d4 чорний король · h4 білий пішак · a3 чорний пішак · d3 білий пішак · e3 чорний пішак · g3 чорний слон · a2 чорний ферзь · e2 чорний пішак · c1 білий король | a8 чорний слон · b8 чорна тура · c8 чорний кінь · b7 білий пішак · e7 білий пішак · f7 білий пішак · g7 білий пішак · h7 чорний пішак · h6 чорна тура · a5 чорний пішак · b5 чорний пішак · d5 чорний пішак · h5 чорний кінь · a4 білий пішак · d4 чорний король · h4 білий пішак · a3 чорний пішак · d3 білий пішак · e3 чорний пішак · g3 чорний слон · a2 чорний ферзь · e2 чорний пішак · c1 білий король | a8 чорний слон · b8 чорна тура · c8 чорний кінь · b7 білий пішак · e7 білий пішак · f7 білий пішак · g7 білий пішак · h7 чорний пішак · h6 чорна тура · a5 чорний пішак · b5 чорний пішак · d5 чорний пішак · h5 чорний кінь · a4 білий пішак · d4 чорний король · h4 білий пішак · a3 чорний пішак · d3 білий пішак · e3 чорний пішак · g3 чорний слон · a2 чорний ферзь · e2 чорний пішак · c1 білий король | a8 чорний слон · b8 чорна тура · c8 чорний кінь · b7 білий пішак · e7 білий пішак · f7 білий пішак · g7 білий пішак · h7 чорний пішак · h6 чорна тура · a5 чорний пішак · b5 чорний пішак · d5 чорний пішак · h5 чорний кінь · a4 білий пішак · d4 чорний король · h4 білий пішак · a3 чорний пішак · d3 білий пішак · e3 чорний пішак · g3 чорний слон · a2 чорний ферзь · e2 чорний пішак · c1 білий король | a8 чорний слон · b8 чорна тура · c8 чорний кінь · b7 білий пішак · e7 білий пішак · f7 білий пішак · g7 білий пішак · h7 чорний пішак · h6 чорна тура · a5 чорний пішак · b5 чорний пішак · d5 чорний пішак · h5 чорний кінь · a4 білий пішак · d4 чорний король · h4 білий пішак · a3 чорний пішак · d3 білий пішак · e3 чорний пішак · g3 чорний слон · a2 чорний ферзь · e2 чорний пішак · c1 білий король | a8 чорний слон · b8 чорна тура · c8 чорний кінь · b7 білий пішак · e7 білий пішак · f7 білий пішак · g7 білий пішак · h7 чорний пішак · h6 чорна тура · a5 чорний пішак · b5 чорний пішак · d5 чорний пішак · h5 чорний кінь · a4 білий пішак · d4 чорний король · h4 білий пішак · a3 чорний пішак · d3 білий пішак · e3 чорний пішак · g3 чорний слон · a2 чорний ферзь · e2 чорний пішак · c1 білий король | a8 чорний слон · b8 чорна тура · c8 чорний кінь · b7 білий пішак · e7 білий пішак · f7 білий пішак · g7 білий пішак · h7 чорний пішак · h6 чорна тура · a5 чорний пішак · b5 чорний пішак · d5 чорний пішак · h5 чорний кінь · a4 білий пішак · d4 чорний король · h4 білий пішак · a3 чорний пішак · d3 білий пішак · e3 чорний пішак · g3 чорний слон · a2 чорний ферзь · e2 чорний пішак · c1 білий король | 8 |
| 7 | a8 чорний слон · b8 чорна тура · c8 чорний кінь · b7 білий пішак · e7 білий пішак · f7 білий пішак · g7 білий пішак · h7 чорний пішак · h6 чорна тура · a5 чорний пішак · b5 чорний пішак · d5 чорний пішак · h5 чорний кінь · a4 білий пішак · d4 чорний король · h4 білий пішак · a3 чорний пішак · d3 білий пішак · e3 чорний пішак · g3 чорний слон · a2 чорний ферзь · e2 чорний пішак · c1 білий король | a8 чорний слон · b8 чорна тура · c8 чорний кінь · b7 білий пішак · e7 білий пішак · f7 білий пішак · g7 білий пішак · h7 чорний пішак · h6 чорна тура · a5 чорний пішак · b5 чорний пішак · d5 чорний пішак · h5 чорний кінь · a4 білий пішак · d4 чорний король · h4 білий пішак · a3 чорний пішак · d3 білий пішак · e3 чорний пішак · g3 чорний слон · a2 чорний ферзь · e2 чорний пішак · c1 білий король | a8 чорний слон · b8 чорна тура · c8 чорний кінь · b7 білий пішак · e7 білий пішак · f7 білий пішак · g7 білий пішак · h7 чорний пішак · h6 чорна тура · a5 чорний пішак · b5 чорний пішак · d5 чорний пішак · h5 чорний кінь · a4 білий пішак · d4 чорний король · h4 білий пішак · a3 чорний пішак · d3 білий пішак · e3 чорний пішак · g3 чорний слон · a2 чорний ферзь · e2 чорний пішак · c1 білий король | a8 чорний слон · b8 чорна тура · c8 чорний кінь · b7 білий пішак · e7 білий пішак · f7 білий пішак · g7 білий пішак · h7 чорний пішак · h6 чорна тура · a5 чорний пішак · b5 чорний пішак · d5 чорний пішак · h5 чорний кінь · a4 білий пішак · d4 чорний король · h4 білий пішак · a3 чорний пішак · d3 білий пішак · e3 чорний пішак · g3 чорний слон · a2 чорний ферзь · e2 чорний пішак · c1 білий король | a8 чорний слон · b8 чорна тура · c8 чорний кінь · b7 білий пішак · e7 білий пішак · f7 білий пішак · g7 білий пішак · h7 чорний пішак · h6 чорна тура · a5 чорний пішак · b5 чорний пішак · d5 чорний пішак · h5 чорний кінь · a4 білий пішак · d4 чорний король · h4 білий пішак · a3 чорний пішак · d3 білий пішак · e3 чорний пішак · g3 чорний слон · a2 чорний ферзь · e2 чорний пішак · c1 білий король | a8 чорний слон · b8 чорна тура · c8 чорний кінь · b7 білий пішак · e7 білий пішак · f7 білий пішак · g7 білий пішак · h7 чорний пішак · h6 чорна тура · a5 чорний пішак · b5 чорний пішак · d5 чорний пішак · h5 чорний кінь · a4 білий пішак · d4 чорний король · h4 білий пішак · a3 чорний пішак · d3 білий пішак · e3 чорний пішак · g3 чорний слон · a2 чорний ферзь · e2 чорний пішак · c1 білий король | a8 чорний слон · b8 чорна тура · c8 чорний кінь · b7 білий пішак · e7 білий пішак · f7 білий пішак · g7 білий пішак · h7 чорний пішак · h6 чорна тура · a5 чорний пішак · b5 чорний пішак · d5 чорний пішак · h5 чорний кінь · a4 білий пішак · d4 чорний король · h4 білий пішак · a3 чорний пішак · d3 білий пішак · e3 чорний пішак · g3 чорний слон · a2 чорний ферзь · e2 чорний пішак · c1 білий король | a8 чорний слон · b8 чорна тура · c8 чорний кінь · b7 білий пішак · e7 білий пішак · f7 білий пішак · g7 білий пішак · h7 чорний пішак · h6 чорна тура · a5 чорний пішак · b5 чорний пішак · d5 чорний пішак · h5 чорний кінь · a4 білий пішак · d4 чорний король · h4 білий пішак · a3 чорний пішак · d3 білий пішак · e3 чорний пішак · g3 чорний слон · a2 чорний ферзь · e2 чорний пішак · c1 білий король | 7 |
| 6 | a8 чорний слон · b8 чорна тура · c8 чорний кінь · b7 білий пішак · e7 білий пішак · f7 білий пішак · g7 білий пішак · h7 чорний пішак · h6 чорна тура · a5 чорний пішак · b5 чорний пішак · d5 чорний пішак · h5 чорний кінь · a4 білий пішак · d4 чорний король · h4 білий пішак · a3 чорний пішак · d3 білий пішак · e3 чорний пішак · g3 чорний слон · a2 чорний ферзь · e2 чорний пішак · c1 білий король | a8 чорний слон · b8 чорна тура · c8 чорний кінь · b7 білий пішак · e7 білий пішак · f7 білий пішак · g7 білий пішак · h7 чорний пішак · h6 чорна тура · a5 чорний пішак · b5 чорний пішак · d5 чорний пішак · h5 чорний кінь · a4 білий пішак · d4 чорний король · h4 білий пішак · a3 чорний пішак · d3 білий пішак · e3 чорний пішак · g3 чорний слон · a2 чорний ферзь · e2 чорний пішак · c1 білий король | a8 чорний слон · b8 чорна тура · c8 чорний кінь · b7 білий пішак · e7 білий пішак · f7 білий пішак · g7 білий пішак · h7 чорний пішак · h6 чорна тура · a5 чорний пішак · b5 чорний пішак · d5 чорний пішак · h5 чорний кінь · a4 білий пішак · d4 чорний король · h4 білий пішак · a3 чорний пішак · d3 білий пішак · e3 чорний пішак · g3 чорний слон · a2 чорний ферзь · e2 чорний пішак · c1 білий король | a8 чорний слон · b8 чорна тура · c8 чорний кінь · b7 білий пішак · e7 білий пішак · f7 білий пішак · g7 білий пішак · h7 чорний пішак · h6 чорна тура · a5 чорний пішак · b5 чорний пішак · d5 чорний пішак · h5 чорний кінь · a4 білий пішак · d4 чорний король · h4 білий пішак · a3 чорний пішак · d3 білий пішак · e3 чорний пішак · g3 чорний слон · a2 чорний ферзь · e2 чорний пішак · c1 білий король | a8 чорний слон · b8 чорна тура · c8 чорний кінь · b7 білий пішак · e7 білий пішак · f7 білий пішак · g7 білий пішак · h7 чорний пішак · h6 чорна тура · a5 чорний пішак · b5 чорний пішак · d5 чорний пішак · h5 чорний кінь · a4 білий пішак · d4 чорний король · h4 білий пішак · a3 чорний пішак · d3 білий пішак · e3 чорний пішак · g3 чорний слон · a2 чорний ферзь · e2 чорний пішак · c1 білий король | a8 чорний слон · b8 чорна тура · c8 чорний кінь · b7 білий пішак · e7 білий пішак · f7 білий пішак · g7 білий пішак · h7 чорний пішак · h6 чорна тура · a5 чорний пішак · b5 чорний пішак · d5 чорний пішак · h5 чорний кінь · a4 білий пішак · d4 чорний король · h4 білий пішак · a3 чорний пішак · d3 білий пішак · e3 чорний пішак · g3 чорний слон · a2 чорний ферзь · e2 чорний пішак · c1 білий король | a8 чорний слон · b8 чорна тура · c8 чорний кінь · b7 білий пішак · e7 білий пішак · f7 білий пішак · g7 білий пішак · h7 чорний пішак · h6 чорна тура · a5 чорний пішак · b5 чорний пішак · d5 чорний пішак · h5 чорний кінь · a4 білий пішак · d4 чорний король · h4 білий пішак · a3 чорний пішак · d3 білий пішак · e3 чорний пішак · g3 чорний слон · a2 чорний ферзь · e2 чорний пішак · c1 білий король | a8 чорний слон · b8 чорна тура · c8 чорний кінь · b7 білий пішак · e7 білий пішак · f7 білий пішак · g7 білий пішак · h7 чорний пішак · h6 чорна тура · a5 чорний пішак · b5 чорний пішак · d5 чорний пішак · h5 чорний кінь · a4 білий пішак · d4 чорний король · h4 білий пішак · a3 чорний пішак · d3 білий пішак · e3 чорний пішак · g3 чорний слон · a2 чорний ферзь · e2 чорний пішак · c1 білий король | 6 |
| 5 | a8 чорний слон · b8 чорна тура · c8 чорний кінь · b7 білий пішак · e7 білий пішак · f7 білий пішак · g7 білий пішак · h7 чорний пішак · h6 чорна тура · a5 чорний пішак · b5 чорний пішак · d5 чорний пішак · h5 чорний кінь · a4 білий пішак · d4 чорний король · h4 білий пішак · a3 чорний пішак · d3 білий пішак · e3 чорний пішак · g3 чорний слон · a2 чорний ферзь · e2 чорний пішак · c1 білий король | a8 чорний слон · b8 чорна тура · c8 чорний кінь · b7 білий пішак · e7 білий пішак · f7 білий пішак · g7 білий пішак · h7 чорний пішак · h6 чорна тура · a5 чорний пішак · b5 чорний пішак · d5 чорний пішак · h5 чорний кінь · a4 білий пішак · d4 чорний король · h4 білий пішак · a3 чорний пішак · d3 білий пішак · e3 чорний пішак · g3 чорний слон · a2 чорний ферзь · e2 чорний пішак · c1 білий король | a8 чорний слон · b8 чорна тура · c8 чорний кінь · b7 білий пішак · e7 білий пішак · f7 білий пішак · g7 білий пішак · h7 чорний пішак · h6 чорна тура · a5 чорний пішак · b5 чорний пішак · d5 чорний пішак · h5 чорний кінь · a4 білий пішак · d4 чорний король · h4 білий пішак · a3 чорний пішак · d3 білий пішак · e3 чорний пішак · g3 чорний слон · a2 чорний ферзь · e2 чорний пішак · c1 білий король | a8 чорний слон · b8 чорна тура · c8 чорний кінь · b7 білий пішак · e7 білий пішак · f7 білий пішак · g7 білий пішак · h7 чорний пішак · h6 чорна тура · a5 чорний пішак · b5 чорний пішак · d5 чорний пішак · h5 чорний кінь · a4 білий пішак · d4 чорний король · h4 білий пішак · a3 чорний пішак · d3 білий пішак · e3 чорний пішак · g3 чорний слон · a2 чорний ферзь · e2 чорний пішак · c1 білий король | a8 чорний слон · b8 чорна тура · c8 чорний кінь · b7 білий пішак · e7 білий пішак · f7 білий пішак · g7 білий пішак · h7 чорний пішак · h6 чорна тура · a5 чорний пішак · b5 чорний пішак · d5 чорний пішак · h5 чорний кінь · a4 білий пішак · d4 чорний король · h4 білий пішак · a3 чорний пішак · d3 білий пішак · e3 чорний пішак · g3 чорний слон · a2 чорний ферзь · e2 чорний пішак · c1 білий король | a8 чорний слон · b8 чорна тура · c8 чорний кінь · b7 білий пішак · e7 білий пішак · f7 білий пішак · g7 білий пішак · h7 чорний пішак · h6 чорна тура · a5 чорний пішак · b5 чорний пішак · d5 чорний пішак · h5 чорний кінь · a4 білий пішак · d4 чорний король · h4 білий пішак · a3 чорний пішак · d3 білий пішак · e3 чорний пішак · g3 чорний слон · a2 чорний ферзь · e2 чорний пішак · c1 білий король | a8 чорний слон · b8 чорна тура · c8 чорний кінь · b7 білий пішак · e7 білий пішак · f7 білий пішак · g7 білий пішак · h7 чорний пішак · h6 чорна тура · a5 чорний пішак · b5 чорний пішак · d5 чорний пішак · h5 чорний кінь · a4 білий пішак · d4 чорний король · h4 білий пішак · a3 чорний пішак · d3 білий пішак · e3 чорний пішак · g3 чорний слон · a2 чорний ферзь · e2 чорний пішак · c1 білий король | a8 чорний слон · b8 чорна тура · c8 чорний кінь · b7 білий пішак · e7 білий пішак · f7 білий пішак · g7 білий пішак · h7 чорний пішак · h6 чорна тура · a5 чорний пішак · b5 чорний пішак · d5 чорний пішак · h5 чорний кінь · a4 білий пішак · d4 чорний король · h4 білий пішак · a3 чорний пішак · d3 білий пішак · e3 чорний пішак · g3 чорний слон · a2 чорний ферзь · e2 чорний пішак · c1 білий король | 5 |
| 4 | a8 чорний слон · b8 чорна тура · c8 чорний кінь · b7 білий пішак · e7 білий пішак · f7 білий пішак · g7 білий пішак · h7 чорний пішак · h6 чорна тура · a5 чорний пішак · b5 чорний пішак · d5 чорний пішак · h5 чорний кінь · a4 білий пішак · d4 чорний король · h4 білий пішак · a3 чорний пішак · d3 білий пішак · e3 чорний пішак · g3 чорний слон · a2 чорний ферзь · e2 чорний пішак · c1 білий король | a8 чорний слон · b8 чорна тура · c8 чорний кінь · b7 білий пішак · e7 білий пішак · f7 білий пішак · g7 білий пішак · h7 чорний пішак · h6 чорна тура · a5 чорний пішак · b5 чорний пішак · d5 чорний пішак · h5 чорний кінь · a4 білий пішак · d4 чорний король · h4 білий пішак · a3 чорний пішак · d3 білий пішак · e3 чорний пішак · g3 чорний слон · a2 чорний ферзь · e2 чорний пішак · c1 білий король | a8 чорний слон · b8 чорна тура · c8 чорний кінь · b7 білий пішак · e7 білий пішак · f7 білий пішак · g7 білий пішак · h7 чорний пішак · h6 чорна тура · a5 чорний пішак · b5 чорний пішак · d5 чорний пішак · h5 чорний кінь · a4 білий пішак · d4 чорний король · h4 білий пішак · a3 чорний пішак · d3 білий пішак · e3 чорний пішак · g3 чорний слон · a2 чорний ферзь · e2 чорний пішак · c1 білий король | a8 чорний слон · b8 чорна тура · c8 чорний кінь · b7 білий пішак · e7 білий пішак · f7 білий пішак · g7 білий пішак · h7 чорний пішак · h6 чорна тура · a5 чорний пішак · b5 чорний пішак · d5 чорний пішак · h5 чорний кінь · a4 білий пішак · d4 чорний король · h4 білий пішак · a3 чорний пішак · d3 білий пішак · e3 чорний пішак · g3 чорний слон · a2 чорний ферзь · e2 чорний пішак · c1 білий король | a8 чорний слон · b8 чорна тура · c8 чорний кінь · b7 білий пішак · e7 білий пішак · f7 білий пішак · g7 білий пішак · h7 чорний пішак · h6 чорна тура · a5 чорний пішак · b5 чорний пішак · d5 чорний пішак · h5 чорний кінь · a4 білий пішак · d4 чорний король · h4 білий пішак · a3 чорний пішак · d3 білий пішак · e3 чорний пішак · g3 чорний слон · a2 чорний ферзь · e2 чорний пішак · c1 білий король | a8 чорний слон · b8 чорна тура · c8 чорний кінь · b7 білий пішак · e7 білий пішак · f7 білий пішак · g7 білий пішак · h7 чорний пішак · h6 чорна тура · a5 чорний пішак · b5 чорний пішак · d5 чорний пішак · h5 чорний кінь · a4 білий пішак · d4 чорний король · h4 білий пішак · a3 чорний пішак · d3 білий пішак · e3 чорний пішак · g3 чорний слон · a2 чорний ферзь · e2 чорний пішак · c1 білий король | a8 чорний слон · b8 чорна тура · c8 чорний кінь · b7 білий пішак · e7 білий пішак · f7 білий пішак · g7 білий пішак · h7 чорний пішак · h6 чорна тура · a5 чорний пішак · b5 чорний пішак · d5 чорний пішак · h5 чорний кінь · a4 білий пішак · d4 чорний король · h4 білий пішак · a3 чорний пішак · d3 білий пішак · e3 чорний пішак · g3 чорний слон · a2 чорний ферзь · e2 чорний пішак · c1 білий король | a8 чорний слон · b8 чорна тура · c8 чорний кінь · b7 білий пішак · e7 білий пішак · f7 білий пішак · g7 білий пішак · h7 чорний пішак · h6 чорна тура · a5 чорний пішак · b5 чорний пішак · d5 чорний пішак · h5 чорний кінь · a4 білий пішак · d4 чорний король · h4 білий пішак · a3 чорний пішак · d3 білий пішак · e3 чорний пішак · g3 чорний слон · a2 чорний ферзь · e2 чорний пішак · c1 білий король | 4 |
| 3 | a8 чорний слон · b8 чорна тура · c8 чорний кінь · b7 білий пішак · e7 білий пішак · f7 білий пішак · g7 білий пішак · h7 чорний пішак · h6 чорна тура · a5 чорний пішак · b5 чорний пішак · d5 чорний пішак · h5 чорний кінь · a4 білий пішак · d4 чорний король · h4 білий пішак · a3 чорний пішак · d3 білий пішак · e3 чорний пішак · g3 чорний слон · a2 чорний ферзь · e2 чорний пішак · c1 білий король | a8 чорний слон · b8 чорна тура · c8 чорний кінь · b7 білий пішак · e7 білий пішак · f7 білий пішак · g7 білий пішак · h7 чорний пішак · h6 чорна тура · a5 чорний пішак · b5 чорний пішак · d5 чорний пішак · h5 чорний кінь · a4 білий пішак · d4 чорний король · h4 білий пішак · a3 чорний пішак · d3 білий пішак · e3 чорний пішак · g3 чорний слон · a2 чорний ферзь · e2 чорний пішак · c1 білий король | a8 чорний слон · b8 чорна тура · c8 чорний кінь · b7 білий пішак · e7 білий пішак · f7 білий пішак · g7 білий пішак · h7 чорний пішак · h6 чорна тура · a5 чорний пішак · b5 чорний пішак · d5 чорний пішак · h5 чорний кінь · a4 білий пішак · d4 чорний король · h4 білий пішак · a3 чорний пішак · d3 білий пішак · e3 чорний пішак · g3 чорний слон · a2 чорний ферзь · e2 чорний пішак · c1 білий король | a8 чорний слон · b8 чорна тура · c8 чорний кінь · b7 білий пішак · e7 білий пішак · f7 білий пішак · g7 білий пішак · h7 чорний пішак · h6 чорна тура · a5 чорний пішак · b5 чорний пішак · d5 чорний пішак · h5 чорний кінь · a4 білий пішак · d4 чорний король · h4 білий пішак · a3 чорний пішак · d3 білий пішак · e3 чорний пішак · g3 чорний слон · a2 чорний ферзь · e2 чорний пішак · c1 білий король | a8 чорний слон · b8 чорна тура · c8 чорний кінь · b7 білий пішак · e7 білий пішак · f7 білий пішак · g7 білий пішак · h7 чорний пішак · h6 чорна тура · a5 чорний пішак · b5 чорний пішак · d5 чорний пішак · h5 чорний кінь · a4 білий пішак · d4 чорний король · h4 білий пішак · a3 чорний пішак · d3 білий пішак · e3 чорний пішак · g3 чорний слон · a2 чорний ферзь · e2 чорний пішак · c1 білий король | a8 чорний слон · b8 чорна тура · c8 чорний кінь · b7 білий пішак · e7 білий пішак · f7 білий пішак · g7 білий пішак · h7 чорний пішак · h6 чорна тура · a5 чорний пішак · b5 чорний пішак · d5 чорний пішак · h5 чорний кінь · a4 білий пішак · d4 чорний король · h4 білий пішак · a3 чорний пішак · d3 білий пішак · e3 чорний пішак · g3 чорний слон · a2 чорний ферзь · e2 чорний пішак · c1 білий король | a8 чорний слон · b8 чорна тура · c8 чорний кінь · b7 білий пішак · e7 білий пішак · f7 білий пішак · g7 білий пішак · h7 чорний пішак · h6 чорна тура · a5 чорний пішак · b5 чорний пішак · d5 чорний пішак · h5 чорний кінь · a4 білий пішак · d4 чорний король · h4 білий пішак · a3 чорний пішак · d3 білий пішак · e3 чорний пішак · g3 чорний слон · a2 чорний ферзь · e2 чорний пішак · c1 білий король | a8 чорний слон · b8 чорна тура · c8 чорний кінь · b7 білий пішак · e7 білий пішак · f7 білий пішак · g7 білий пішак · h7 чорний пішак · h6 чорна тура · a5 чорний пішак · b5 чорний пішак · d5 чорний пішак · h5 чорний кінь · a4 білий пішак · d4 чорний король · h4 білий пішак · a3 чорний пішак · d3 білий пішак · e3 чорний пішак · g3 чорний слон · a2 чорний ферзь · e2 чорний пішак · c1 білий король | 3 |
| 2 | a8 чорний слон · b8 чорна тура · c8 чорний кінь · b7 білий пішак · e7 білий пішак · f7 білий пішак · g7 білий пішак · h7 чорний пішак · h6 чорна тура · a5 чорний пішак · b5 чорний пішак · d5 чорний пішак · h5 чорний кінь · a4 білий пішак · d4 чорний король · h4 білий пішак · a3 чорний пішак · d3 білий пішак · e3 чорний пішак · g3 чорний слон · a2 чорний ферзь · e2 чорний пішак · c1 білий король | a8 чорний слон · b8 чорна тура · c8 чорний кінь · b7 білий пішак · e7 білий пішак · f7 білий пішак · g7 білий пішак · h7 чорний пішак · h6 чорна тура · a5 чорний пішак · b5 чорний пішак · d5 чорний пішак · h5 чорний кінь · a4 білий пішак · d4 чорний король · h4 білий пішак · a3 чорний пішак · d3 білий пішак · e3 чорний пішак · g3 чорний слон · a2 чорний ферзь · e2 чорний пішак · c1 білий король | a8 чорний слон · b8 чорна тура · c8 чорний кінь · b7 білий пішак · e7 білий пішак · f7 білий пішак · g7 білий пішак · h7 чорний пішак · h6 чорна тура · a5 чорний пішак · b5 чорний пішак · d5 чорний пішак · h5 чорний кінь · a4 білий пішак · d4 чорний король · h4 білий пішак · a3 чорний пішак · d3 білий пішак · e3 чорний пішак · g3 чорний слон · a2 чорний ферзь · e2 чорний пішак · c1 білий король | a8 чорний слон · b8 чорна тура · c8 чорний кінь · b7 білий пішак · e7 білий пішак · f7 білий пішак · g7 білий пішак · h7 чорний пішак · h6 чорна тура · a5 чорний пішак · b5 чорний пішак · d5 чорний пішак · h5 чорний кінь · a4 білий пішак · d4 чорний король · h4 білий пішак · a3 чорний пішак · d3 білий пішак · e3 чорний пішак · g3 чорний слон · a2 чорний ферзь · e2 чорний пішак · c1 білий король | a8 чорний слон · b8 чорна тура · c8 чорний кінь · b7 білий пішак · e7 білий пішак · f7 білий пішак · g7 білий пішак · h7 чорний пішак · h6 чорна тура · a5 чорний пішак · b5 чорний пішак · d5 чорний пішак · h5 чорний кінь · a4 білий пішак · d4 чорний король · h4 білий пішак · a3 чорний пішак · d3 білий пішак · e3 чорний пішак · g3 чорний слон · a2 чорний ферзь · e2 чорний пішак · c1 білий король | a8 чорний слон · b8 чорна тура · c8 чорний кінь · b7 білий пішак · e7 білий пішак · f7 білий пішак · g7 білий пішак · h7 чорний пішак · h6 чорна тура · a5 чорний пішак · b5 чорний пішак · d5 чорний пішак · h5 чорний кінь · a4 білий пішак · d4 чорний король · h4 білий пішак · a3 чорний пішак · d3 білий пішак · e3 чорний пішак · g3 чорний слон · a2 чорний ферзь · e2 чорний пішак · c1 білий король | a8 чорний слон · b8 чорна тура · c8 чорний кінь · b7 білий пішак · e7 білий пішак · f7 білий пішак · g7 білий пішак · h7 чорний пішак · h6 чорна тура · a5 чорний пішак · b5 чорний пішак · d5 чорний пішак · h5 чорний кінь · a4 білий пішак · d4 чорний король · h4 білий пішак · a3 чорний пішак · d3 білий пішак · e3 чорний пішак · g3 чорний слон · a2 чорний ферзь · e2 чорний пішак · c1 білий король | a8 чорний слон · b8 чорна тура · c8 чорний кінь · b7 білий пішак · e7 білий пішак · f7 білий пішак · g7 білий пішак · h7 чорний пішак · h6 чорна тура · a5 чорний пішак · b5 чорний пішак · d5 чорний пішак · h5 чорний кінь · a4 білий пішак · d4 чорний король · h4 білий пішак · a3 чорний пішак · d3 білий пішак · e3 чорний пішак · g3 чорний слон · a2 чорний ферзь · e2 чорний пішак · c1 білий король | 2 |
| 1 | a8 чорний слон · b8 чорна тура · c8 чорний кінь · b7 білий пішак · e7 білий пішак · f7 білий пішак · g7 білий пішак · h7 чорний пішак · h6 чорна тура · a5 чорний пішак · b5 чорний пішак · d5 чорний пішак · h5 чорний кінь · a4 білий пішак · d4 чорний король · h4 білий пішак · a3 чорний пішак · d3 білий пішак · e3 чорний пішак · g3 чорний слон · a2 чорний ферзь · e2 чорний пішак · c1 білий король | a8 чорний слон · b8 чорна тура · c8 чорний кінь · b7 білий пішак · e7 білий пішак · f7 білий пішак · g7 білий пішак · h7 чорний пішак · h6 чорна тура · a5 чорний пішак · b5 чорний пішак · d5 чорний пішак · h5 чорний кінь · a4 білий пішак · d4 чорний король · h4 білий пішак · a3 чорний пішак · d3 білий пішак · e3 чорний пішак · g3 чорний слон · a2 чорний ферзь · e2 чорний пішак · c1 білий король | a8 чорний слон · b8 чорна тура · c8 чорний кінь · b7 білий пішак · e7 білий пішак · f7 білий пішак · g7 білий пішак · h7 чорний пішак · h6 чорна тура · a5 чорний пішак · b5 чорний пішак · d5 чорний пішак · h5 чорний кінь · a4 білий пішак · d4 чорний король · h4 білий пішак · a3 чорний пішак · d3 білий пішак · e3 чорний пішак · g3 чорний слон · a2 чорний ферзь · e2 чорний пішак · c1 білий король | a8 чорний слон · b8 чорна тура · c8 чорний кінь · b7 білий пішак · e7 білий пішак · f7 білий пішак · g7 білий пішак · h7 чорний пішак · h6 чорна тура · a5 чорний пішак · b5 чорний пішак · d5 чорний пішак · h5 чорний кінь · a4 білий пішак · d4 чорний король · h4 білий пішак · a3 чорний пішак · d3 білий пішак · e3 чорний пішак · g3 чорний слон · a2 чорний ферзь · e2 чорний пішак · c1 білий король | a8 чорний слон · b8 чорна тура · c8 чорний кінь · b7 білий пішак · e7 білий пішак · f7 білий пішак · g7 білий пішак · h7 чорний пішак · h6 чорна тура · a5 чорний пішак · b5 чорний пішак · d5 чорний пішак · h5 чорний кінь · a4 білий пішак · d4 чорний король · h4 білий пішак · a3 чорний пішак · d3 білий пішак · e3 чорний пішак · g3 чорний слон · a2 чорний ферзь · e2 чорний пішак · c1 білий король | a8 чорний слон · b8 чорна тура · c8 чорний кінь · b7 білий пішак · e7 білий пішак · f7 білий пішак · g7 білий пішак · h7 чорний пішак · h6 чорна тура · a5 чорний пішак · b5 чорний пішак · d5 чорний пішак · h5 чорний кінь · a4 білий пішак · d4 чорний король · h4 білий пішак · a3 чорний пішак · d3 білий пішак · e3 чорний пішак · g3 чорний слон · a2 чорний ферзь · e2 чорний пішак · c1 білий король | a8 чорний слон · b8 чорна тура · c8 чорний кінь · b7 білий пішак · e7 білий пішак · f7 білий пішак · g7 білий пішак · h7 чорний пішак · h6 чорна тура · a5 чорний пішак · b5 чорний пішак · d5 чорний пішак · h5 чорний кінь · a4 білий пішак · d4 чорний король · h4 білий пішак · a3 чорний пішак · d3 білий пішак · e3 чорний пішак · g3 чорний слон · a2 чорний ферзь · e2 чорний пішак · c1 білий король | a8 чорний слон · b8 чорна тура · c8 чорний кінь · b7 білий пішак · e7 білий пішак · f7 білий пішак · g7 білий пішак · h7 чорний пішак · h6 чорна тура · a5 чорний пішак · b5 чорний пішак · d5 чорний пішак · h5 чорний кінь · a4 білий пішак · d4 чорний король · h4 білий пішак · a3 чорний пішак · d3 білий пішак · e3 чорний пішак · g3 чорний слон · a2 чорний ферзь · e2 чорний пішак · c1 білий король | 1 |
|   | a | b | c | d | e | f | g | h |   |

FEN: brn5/1P2PPPp/7r/pp1p3n/P2k3P/p2Pp1b1/q3p3/2K5
b) e7, c) e7, d) e7, e) e7, f) f7, g) f7, h) f7, i) f7

a) 1.Ke5 e8=Q+  2.Kf6 f8=Q#

b) 1.Qb3 bc8=Q  2.Qxd3 Qcc5#

c) 1.Kc5 bc8=Q+ 2.Kd6 Qc7#

d) 1.Ke5 ba8=Q  2.d4 Qe4#

e) 1.Ke5 bc8=Q  2.Kf4 Qf5#
    f) 1.Ke5 Qxd5+ 2.Kf4 Qe4#

    g) 1.Ke5 bc8=S 2.Ke6 e8=Q#

    h) 1.Ke5 g8=Q  2.Kf5 Qg5#

     i) 1.Kc5 e8=Q  2.d4 Qxb5#
В задачі пройшло подвоєння утворення повної форми близнюків Форсберга. Потужне вираження ідеї, але на жаль у багатьох фазах є повторення ходів і білих, і чорних фігур.